# Al-Arabi SC (Saudi-Arabien)
Der Al-Arabi Sports Club (arabisch نادي العربي) ist ein saudi-arabischer Sportverein aus Unaiza in der Provinz al-Qasim. Die Fußballmannschaft des Klubs spielt in der zweiten Liga, der Saudi First Division League.

## Geschichte
Der Al Arabi Sports Club wurde 1958 von einer Gruppe junger Leute aus der Stadt Unaiza in der Provinz al-Qasim gegründet. Bis 1967 war der Klub inoffiziell als Amateurklub aktiv und wurde im selben Jahr, als der Generalpräsident für Jugendwohlfahrt, Abdulrahman Al-N'aim, die Leitung übernahm, offiziell registriert. Der größte Erfolg des Klubs war die Vizemeisterschaft der zweiten Liga im Jahr 1990. 

## Erfolge
- Saudi First Division League: 1989/90 (2. Platz)
- Saudi Second Division League: 1986/87, 2021/22  ▲
- Saudi Third Division League: 2001/02

## Stadion
Der Verein trägt sein Heimspiele im Department of Education Stadium in Unaiza aus. Das Stadion hat ein Fassungsvermögen von 10.000 Personen.

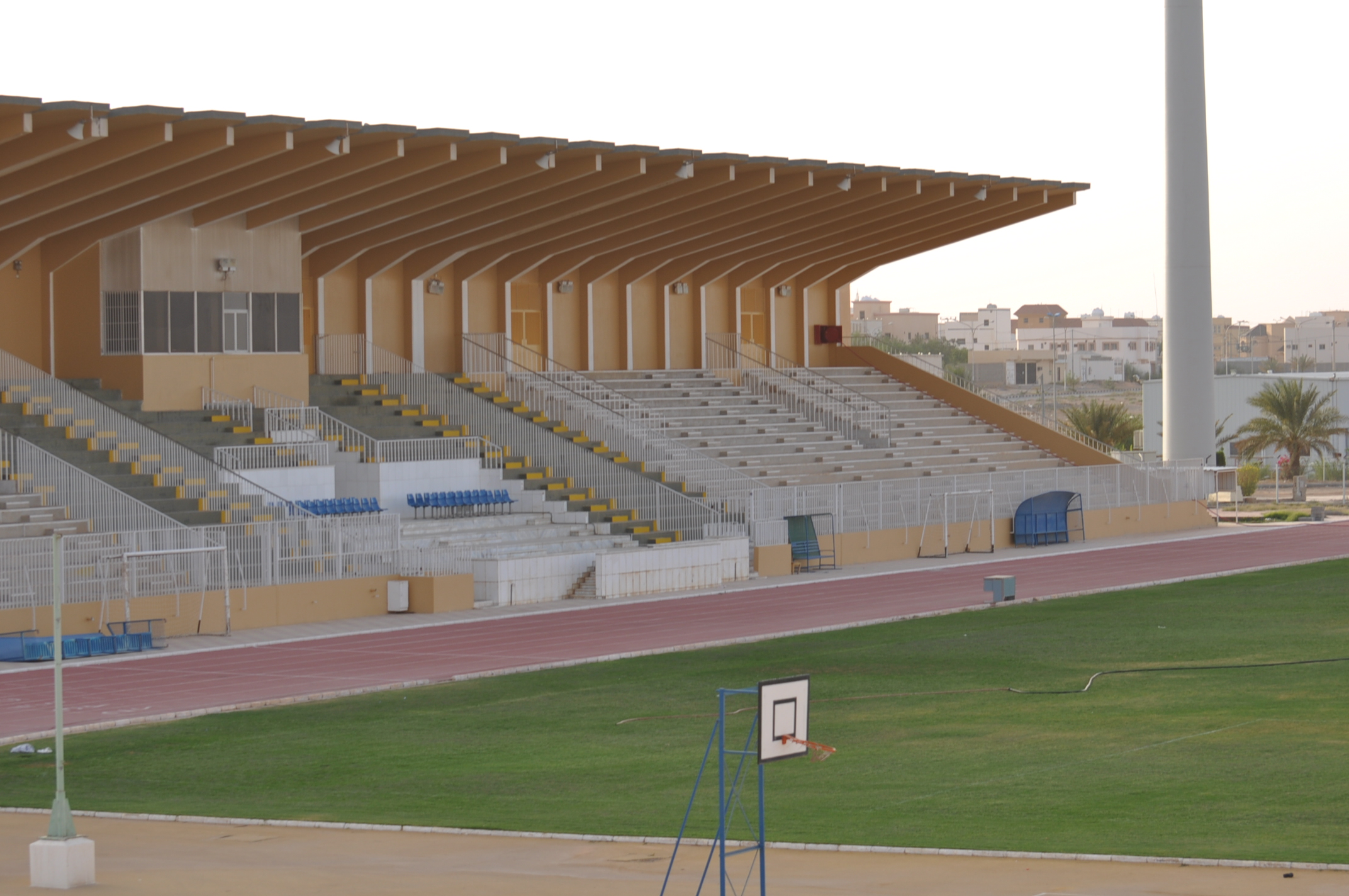
Department of Education Stadium

## Trainer
| Trainer         | Nation        | von             | bis             |
| --------------- | ------------- | --------------- | --------------- |
| Hedi Mokrani    | Tunesien      | 16. Juli 2019   | 13. Januar 2020 |
| Marius Baciu    | Rumänien      | 1. Juni 2021    | 30. April 2022  |
| Carlos Inarejos | Spanien       | 1. Juli 2022    | 4. Oktober 2022 |
| Khalil Al-Masri | Saudi-Arabien | 9. April 2023   | 31. Mai 2023    |
| Alen Horvat     | Kroatien      | 6. Juli 2023    | 23. Januar 2024 |
| Aleksandar Ilić | Serbien       | 25. Januar 2024 | 30. April 2024  |
| Yousef Anbar    | Saudi-Arabien | 1. Mai 2024     |                 |